# ويليام رودس (لاعب كريكت)
ويليام رودس (4 مارس 1883 - 5 أغسطس 1941) (بالإنجليزية: William Rhodes)‏ هو لاعب كريكت بريطاني (وحمل سابقاً جنسية المملكة المتحدة لبريطانيا العظمى وأيرلندا).

## وصلات خارجية
- ويليام رودس (لاعب كريكت) على موقع إي آس بي آن كريك إنفو (الإنجليزية)